# طرخشقون عديم الطلع
الطرخشقون عديم الطلع (باللاتينية: Taraxacum apollinis) نوع نباتي يتبع جنس الطرخشقون من القبيلة الشيكورية التابعة للفصيلة النجمية.

## البيئة والانتشار
موطنه بلاد الشام واليونان.